# Irurzun
Irurzun, pseudonimo di Ismael Marchal Razquín (Pamplona, 21 marzo 1975), è un ex calciatore spagnolo, di ruolo attaccante.

## Carriera
Milita nelle varie squadre del Real Madrid, esordendo anche nella prima squadra nella stagione 1996-1997, conclusasi con la vittoria finale dei madrileni.
Nella stagione 1998-1999 è in forza ai cadetti del Malaga, con cui si aggiudica il campionato, ottenendo la promozione in massima serie.
La stagione seguente resta in cadetteria per giocare nell'Osasuna, con cui ottiene la promozione in massima serie grazie al secondo posto ottenuto.
Ritorna al Malaga nel campionato 2000-2001, con cui ottiene l'ottavo posto nella massima serie spagnola.
Scende di categoria la stagione seguente in forza al Racing Ferrol, ottenendo il nono posto finale.
Dal 2002 al 2005 gioca con i cadetti del Sporting Gijón, che lascerà per giocare con il Gimnàstic, con cui ottiene la promozione in massima serie grazie al secondo posto nella Segunda División 2005-2006. La permanenza nella massima serie durerà solo una stagione, a causa dell'ultimo posto nella Primera División 2006-2007.
Nel 2007 passa al Ponferradina, squadra costruita in quella stagione per ottenere la promozione, con cui vince il Gruppo II della Segunda División B 2007-2008 ma, non ottiene l'accesso in cadetteria poiché Irurzun con i suoi furono sconfitti nella finale di qualificazione dall'Alicante. Anche la stagione seguente sfiora la promozione in cadetteria, fermandosi in questo caso in semifinale.
Chiude la carriera agonistica nel 2009 in forza al Mutilvera.

## Palmarès
- Campionato spagnolo: 1

Real Madrid: 1996-1997
- Segunda División (Spagna): 1

Malaga: 1998-1999